# 麵包店再襲擊
《麵包店再襲擊》（日语：パン屋再襲撃）这部短篇集为日本作家村上春树的第五部短篇小说集，中文大陆译本2008年8月由上海译文出版社出版，译名为《再袭面包店》，译者为林少华。

## 目錄
本书收录了村上春树创作于1985年的六篇短篇小说，包括：
- 麵包店再襲擊
- 象的消失
- 家務事
- 雙胞胎與沉没的大陸
- 羅馬帝國的瓦解·一八八一年群起反抗的印第安人·希特勒入侵波蘭·以及強風世界
- 發條鳥與星期二的女人們